# Sarah Palfrey
Pour les articles homonymes, voir Cooke.
Sarah Hammond Palfrey successivement épouse de Fabyan, Cooke puis Danzig (18 septembre 1912 à Sharon (Massachusetts) – le 27 février 1996 à New York) est une joueuse de tennis américaine de l'entre-deux-guerres.
Elle s'est imposée deux fois en simple aux Internationaux des États-Unis, la seconde en 1945 à l'âge de trente-deux ans et mère de famille.
Elle est l'une des seules femmes, sinon la seule, qui a jamais participé à une épreuve masculine de haut niveau. Aux côtés de son conjoint Elwood Cooke, elle a en effet joué le double messieurs en 1945 dans un tournoi de Cincinnati, faute d'un nombre suffisant de concurrents au sortir de la Seconde Guerre mondiale (défaite contre Hal Surface et Bill Talbert en finale).
En Grand Chelem, Sarah Palfrey Cooke a en outre gagné onze titres en double dames (la plupart avec Alice Marble) et cinq autres en double mixte.
Devenue professionnelle en 1947, elle a alors joué des matchs d'exhibition avec Pauline Betz.
De même que Marble, elle a rejeté la ségrégation raciale et défendu Althea Gibson auprès de l'USTA pour qu'elle puisse participer en 1950 aux Internationaux des États-Unis.
Elle est membre du International Tennis Hall of Fame depuis 1963. De 1986 à 2006, la Fédération de tennis des États-Unis a remis le Sarah Palfrey Danzig Award afin de récompenser les joueuses pour leur « esprit sportif ».

## Parcours en Grand Chelem (partiel)
Si l’expression « Grand Chelem » désigne classiquement les quatre tournois les plus importants de l’histoire du tennis, elle n'est utilisée pour la première fois qu'en 1933, et n'acquiert la plénitude de son sens que peu à peu à partir des années 1950.